# Список глав государств в 1748 году
| 1747 ← Список глав государств по годам → 1749 |

## Азия
- Азербайджан — 
  -  Ардебильское ханство — Бедир, хан (1747—1763)
  -  Бакинское ханство — Мирза Мухаммад I, хан (1747—1768)
  -  Гянджинское ханство — Шахверди, хан (1747—1760)
  -  Джавадское ханство — Гияс, хан (1747—1750)
  -  Карабахское ханство — Панах Али, хан (1747—1763)
  -  Карадагское ханство — Казим, хан (1747—1763)
  -  Кубинское ханство — Гусейн Али, хан (1726—1758)
  -  Нахичеванское ханство — Гейдар Кули-хан I, хан (1747—1763/1764)
  -  Талышское ханство — Сеид Джамаледдин, хан (1747—1786)
  -  Шекинское ханство — Гаджи Челеби, хан (1747—1755)
  -  Ширванское ханство — Хаджи Мухаммад Али, хан (1747—1763/1765)
- Бруней — Омар Али Сайфуддин I, султан (1740—1778)
- Бутан — Шераб Вангчук, друк дези (1744—1763)
- Великих Моголов империя — 
  - Мухаммад Шах, падишах (1719—1748)
  - Ахмад Шах, падишах (1748—1754)
- Грузинское царство — 
  -  Гурийское княжество — Мамия IV Гуриели, князь (1726—1756, 1758—1765, 1771—1776)
  -  Имеретинское царство — Александр V, царь (1720—1741, 1742—1752)
  -  Картлийское царство — Теймураз II, царь (1744—1762)
  -  Кахетинское царство — Ираклий II, царь (1744—1762)
  -  Мегрельское княжество — Отия Дадиани, князь (1728—1757)
- Дайвьет — Ле Хьен-тонг, император (1740—1786)
- Дербентское ханство — Мухаммад Хасан, хан (1747—1765)
- Джунгарское ханство  — Цэван Дорджи, хан (1745/1746—1749/1750)
- Дирийский эмират — Мухаммад ибн Сауд, эмир (1744—1765)
- Дурранийская империя — Ахмад-шах Дуррани, шах (1747—1772)
- Индия —
  - Амбер (Джайпур) — Ишвари Сингх, Махараджа савай (1743—1750)
  - Араккал[англ.] — Кунхи Амса II, али раджа[англ.] (1745—1777)
  - Ахом — Суненфаа, махараджа[англ.] (1744—1751)
  - Бансвара — Притхви Сингх, раджа (1747—1786)
  - Барвани — Ануп Сингх, рана (1730—1760)
  - Барода — Дамаджи Гаеквад, махараджа (1732—1768)
  - Башахра[англ.] — Рам Сингх, рана[кат.] (1725—1761)
  - Бенарес — Балвант Сингх, раджа (1740—1770)
  - Биканер — Гадж Сингх, махараджа[англ.] (1746—1787)
  - Биласпур (Калур) — Деви Чанд, раджа (1738—1778)
  - Бунди — Далел Сингх, раджа (1735—1749)
  - Бхавнагар — Бхавсинхжи I Ратанджи, такур сахиб (1703—1764)
  - Бхаратпур — Бадан Сингх, махараджа (1722—1755)
  - Бхопал — Фаиз Мохаммад Хан, наваб (1742—1777)
  - Ванканер — Кесарисинхжи I Чандрасингхжи, раджа (1728—1749)
  - Гвалиор — Джаяппа Шинде, махараджа (1745—1759)
  - Гондал — Халоджи Саграмжи, тхакур сахиб (1714—1753)
  - Гулер[англ.] — Говардхан Сингх, раджа[англ.] (1741—1773)
  - Даспалла[англ.] — Падманав Део Бханж, раджа[англ.] (1701—1753)
  - Датия — Индражит Сингх, раджа (1733—1762)
  - Девас младшее[англ.] — Дживаджи Рао, раджа[англ.] (1728—1774)
  - Девас старшее[англ.] — Тукоджи Рао I, раджа[англ.] (1728—1754)
  - Джайнтия[англ.] — Бар Госен, раджа[англ.] (1731—1770)
  - Джанжира — Ибрагим Хан I, вазир (1745—1757, 1757—1759)
  - Джайсалмер — Акхи Сингх, махараджа (1722—1762)
  - Джалавад (Дрангадхра) — Гайсинхжи II Раисинхжи, сахиб (1744—1782)
  - Дженкантал[англ.] — Трилочан Сингх, раджа[кат.] (1743—1785)
  - Джхабуа — Шео Сингх, раджа (1727—1758)
  - Джунагадх — Мухаммад Шер Хан Баби, наваб (1730—1758)
  - Дхар — Ананд I Павар, рана (1742—1749)
  - Дхолпур — Бхим Сингх, рана (1717—1756)
  - Дунгарпур — Шив Сингх, махараджа (1730—1785)
  - Идар — Ананд Сингх, раджа (1729—1753)
  - Индаур — Малхар I, махараджа (1734—1766)
  - Камбей — Найм ад-Доула Джафар Мумин II, наваб (1743—1784)
  - Караули — Гопал Сингх, махараджа (1734—1757)
  - Кач — Дешалджи I, раджа (1718—1752)
  - Келади[англ.] — Кирия Басаваппа Найяка, раджа[англ.] (1739—1754)
  - Кишангарх — 
    - Раж Сингх, махараджа (1706—1748)
    - Самант Сингх, махараджа (1748—1757)

  - Кодагу (Коорг)[англ.] — Чикка Вираппа, раджа[англ.] (1736—1766)
  - Колхапур — Самбхаджи I, раджа (1714—1760)
  - Кота — Дуржан Сал, махараджа (1723—1756)
  - Кочин — Керала Варма I, махараджа (1746—1749)
  - Куч-Бихар — Упендра Нарайян, раджа (1714—1763)
  - Ладакх — Пхунтсог Намгьял, раджа[англ.] (1739—1753)
  - Лунавада[англ.] — Вахат Сингх, рана[англ.] (1735—1757)
  - Майсур — Кришнараджа Водеяр II, махараджа (1734—1766)
  - Малеркотла — Джамаль Хан, наваб (1717—1762)
  - Манди — Шамшер Сен, раджа (1727—1781)
  - Манипур — Памхейба, раджа[англ.] (1709—1754)
  - Маратхская империя — Шахуджи I, чхатрапати (император) (1707—1749)
  - Марвар (Джодхпур) — Абхай Сингх, раджа (1724—1749)
  - Мевар (Удайпур) — Джагат Сингх II, махарана (1734—1751)
  - Морви — Раваджи I Алияджи, сахиб (1739—1764)
  - Мудхол — Малоджирао III, раджа (1737—1805)
  - Наванагар — Лакхажи III Тамачи, джам (1743—1767)
  - Нагпур — Рагходжи I, раджа (1743—1755)
  - Нарсингхгарх — Моти Сингжи, раджа (1695—1751)
  - Орчха — Притхви Сингх, раджа (1735—1752)
  - Паланпур — Бахадур Хан, диван (1743—1768)
  - Панна — Сабха Сингх, раджа (1739—1752)
  - Порбандар — Викматжи III Химоджи, рана (1728—1757)
  - Пратабгарх — Гопал Сингх, махарават (1721—1756)
  - Пудуккоттай — Виджайя Рагхунатха Райя Тондемен I, раджа (1730—1769)
  - Раджгарх — Джагат Сингх, рават (1747—1775)
  - Раджпипла — Гомалсингхжи Джитсинхжи, махарана (1730—1754)
  - Ратлам — Притхви Сингх, махараджа (1743—1773)
  - Рева — Авадхут Сингх, раджа (1700—1755)
  - Рохилкханд — 
    - Али Мохаммед Хан, наваб (1721—1748)
    - Абдулла Хан, наваб (1748—1754)

  - Савантвади — Рамачандра Савант Бхонсле I, раджа (1738—1755)
  - Саилана — Джай Сингх, раджа (1736—1757)
  - Самбалпур[англ.] — Абхай Сингх, раджа[англ.] (1732—1778)
  - Сирмур — Пратап Пракаш, махараджа (1736—1754)
  - Сирохи — Ман Сингх III, раджа (1705—1749)
  - Ситамау — 
    - Кешо Дас, раджа (1701—1748)
    - Гаж Дас, раджа (1748—1752)

  - Сонепур — Дивья Сингх Део, раджа (1725—1766)
  - Сукет — 
    - Гарур Сен, раджа (1721—1748)
    - Бхикам Сен, раджа (1748—1762)

  - Танджавур — Пратап Сингх, раджа (1739—1763)
  - Траванкор — Мартханда Варма, махараджа (1729—1758)
  - Трипура — 
    - Виджайя Маникья III, раджа[англ.] (1746—1748)
    - Лакшман Маникья, раджа[англ.] (1748—1760)

  - Хайдарабад — 
    - Асаф Джах I, низам (1724—1748)
    - Насир Джанг, низам (1748—1750)

  - Хиндол[англ.] — Дамодар Сингх Нарендра, раджа[англ.] (1733—1770)
  - Чамба — 
    - Далел Сингх, раджа (1735—1748)
    - Умед Сингх, раджа (1748—1764)

  - Читрадурга[англ.] — 
    - Мадакари Найяка IV, найяк[англ.] (1721—1748)
    - Кастури Рангаппа Найяка II, найяк[англ.] (1748—1754)

  - Шахпура — Умаид Сингх I, раджа (1729—1769)
- Индонезия —
  - Аче — Аладдин Джохан Шах, султан (1735—1760)
  - Бантам — Абу аль-Фатхи Мухаммад Сиифа, султан[англ.] (1733—1750)
  - Бачан — Мухаммад Сахаддин, султан[англ.] (1741—1780)
  - Дели — Пасутан, туанку (1728—1761)
  - Сиак — Абдул Джалил Рахмад Шах II, султан (1746—1765)
  - Сулу — 
    - Азим уд-Дин I, султан[англ.] (1735—1748, 1764—1773)
    - Бантилан Муиззуд-Дин, султан[англ.] (1748—1763)

  - Суракарта — Пакубовоно II, сусухунан (1745—1749)
  - Тернате — Амир Искандар Зулькарнен Саифуддин, султан (1714—1751)
  - Тидоре — Муидуддин Маликулманан, султан[англ.] (1728—1757)
- Иран  — 
  - Али Адил, шахиншах (1747—1748)
  - Солтан Ибрахим, шахиншах (1748)
  - Шахрох, шахиншах (1748—1749, 1750—1796)
- Йемен — 
  - Вахиди — Хасан бин Хади, султан (1706—1766)
  - Верхняя Яфа — Ахмад бин Али ибн Хархара, султан (ок. 1735 — ок. 1750)
  - Катири — Амр ибн Бадр аль-Катир, султан (1725—1760)
  - Лахедж — Абд аль-Карим I ибн Фадл, султан (1742—1753)
  - Нижняя Яфа — Маауда ибн Сайф, султан (ок. 1740 — ок.1760)
  - Фадли — Абдаллах I бин Ахмад, султан (ок. 1730 — ок. 1760)
- Казахское ханство — 
  - Младший жуз — 
    - Абулхайр, хан (1718—1748)
    - Нуралы, хан (1748—1786)

  - Средний жуз — Абилмамбет, хан (1734—1771)
- Казикумухское ханство — Мухаммад, хан (1743—1789)
- Камбоджа — Анг Тонг, король[англ.] (1747—1749, 1755—1757)
- Канди — Кирти Шри Раджасинха, царь[англ.] (1747—1782)
- Китай (Империя Цин)  — Цяньлун (Хунли), император[англ.] (1735—1796)
- Лаос  — 
  - Вьентьян  — Онг Лонг, король (1730—1767)
  - Луангпхабанг  — Тао Анг (Интасон), король (1723—1749)
  - Пхуан  — Кхам Сатха, король (1723—1751)
  - Тямпасак  — Саякумане, король (1737—1791)
- Малайзия — 
  - Джохор — Сулейман Бадрул Алам Шах, Султан[англ.] (1722—1760)
  - Кедах — Мухаммад Жива Зайнал Адилин II, султан[англ.] (1710—1778)
  - Келантан — Лонг Сулейман, раджа[англ.] (1734—1739, 1746—1756)
  - Паттани — Юнус, раджа (1729—1749)
  - Перак — Музаффар Рийят Шах III, султан (1728—1752)
  - Селангор — Салехуддин, султан (1742—1778)
  - Тренгану — Мансур Шах I, султан (1733—1793)
- Мальдивы — Ибрагим Искандар II, султан (1720—1750)
- Мьянма — 
  - Ванмо[англ.] — Тунг Нгаи II, саофа[англ.] (1742—1770)
  - Возрождённое Хантавади — Бинья Дала, царь (1747—1757)
  - Йонгве[англ.] — Хке Хса Ва, Саофа[англ.] (1746—1758)
  - Кенгтунг[англ.] — Монг Хсам, саофа[англ.] (1742—1787)
  - Локсок (Ятсок)[англ.] — Хкун Шве Тха, саофа[англ.] (1729—1753)
  - Могаун[англ.] — 
    - Хо Сеинг, саофа[англ.]  (1739—1748, 1765—1768)
    - Хо Кам, саофа[англ.]  (1748—1765)

  - Сенви[англ.] — Махадеви Винг Хсуп Панг, регент[англ.] (1747—1750)
  - Аракан (Мьяу-У) — Нара Апайя, царь[англ.] (1743—1761)
  - Таунгу — Махадхаммараза Дипади, царь[англ.]  (1733—1752)
- Непал —
  - Бхактапур — Ранажит Малла, раджа[англ.] (1722—1769)
  - Горкха — Притхви Нараян, махараджадхираджа (1743—1768)
  - Катманду (Кантипур) — Джиоти Пракаш Малла, раджа[англ.] (1746—1750)
  - Лалитпур — Райя Пракаш Малла, раджа[англ.] (1745—1758)
- Оман — 
  - Абу-ль-Араб II ибн Химьяр аль-Гафири, имам (1743—1749)
  - Ахмед ибн Саид, имам (1744—1783)
- Османская империя — Махмуд I, султан (1730—1754)
- Пакистан — 
  - Бахавалпур — Мухаммад Бхавал Хан I, наваб (1746—1750)
  - Калат — Мухаббат, хан (1730—1749)
  - Лас Бела — Али I, хан (1742—1765)
  - Синд (династия Калхара) — Нур Мухаммад Калхоро, худа хан[англ.] (1719—1755)
  - Харан — Шахдад II, мир (1747—1759)
  - Читрал — Шах Афзал I, мехтар (1724—1754)
- Рюкю — Сё Кэй, ван (1712—1752)
- Сикким — Пунцог Намгьял I, чогьял (1733—1780)
- Таиланд — 
  - Аютия — Боромакот (Бороммарачатират III), король (1733—1758)
  - Ланнатай — Онг Кхам, король[англ.] (1727—1759)
- Тибет — Кэлсанг Гьяцо (Далай-лама VII), далай-лама[англ.] (1720—1757)
- Узбекистан — 
  - Бухарское ханство — Абдулмумин, хан (1747—1751)
  - Кокандское ханство — Абдулкарим, хан (1733—1750)
  - Хивинское ханство (Хорезм) — Гаип, хан (1747—1757)
- Филиппины — 
  - Магинданао — 
    - Мухаммад Тахир ад-Дин, султан (1736—1748)
    - Мухаммад Хаир ад-Дин, султан (1748—1755)
- Чосон  — Ёнджо, ван (1724—1776)
- Япония — 
  - Момодзоно (Тохито), император (1747—1762)
  - Токугава Иэсигэ, сёгун (1745—1760)

## Америка
- Бразилия — Андре де Мело э Кастро, вице-король[порт.] (1735—1749)
- Новая Гранада — Себастьян де Эслава, вице-король (1740—1749)
- Новая Испания — Хуан Франсиско де Гуэмес-и-Оркаситас, вице-король (1746—1755)
- Перу — Хосе Антонио Мансо де Веласко, вице-король (1745—1761)

## Африка
- Аусса — Кандхафо, султан (1734—1749)
- Ашанти — Отумфуо Нана Опоку Варе Катакьие, ашантихене (1720—1750)
- Багирми — Лоель, султан (1741—1751)
- Бамбара (империя Сегу) — Кулибали, битон (1712—1755)
- Бамум — Куту, мфон (султан)[англ.] (1672—1757)
- Бени-Аббас[англ.] — эль-Хадж бен Бузид Мокрани, султан[фр.] (1735—1783)
- Бенинское царство — Эресуан, оба[англ.] (1740—1750)
- Борну — Али IV, маи[нем.] (1747—1792)
- Буганда — Намуггала, кабака (ок. 1741 — ок. 1750)
- Буньоро — Духага, омукама (1731— ок.1782)
- Бурунди — Мутага III Сеньямвиза, мвами (король) (1739—1767)
- Бусса[англ.] — Ерима Бусса дан Кисеру Броди, киб (1730—1750)
- Ваало[англ.] — Нжак Ксюри Йоп, король (1736—1780)
- Варсангали[англ.] — Мохамед, султан[кат.] (1705—1750)
- Вогодого — Саага I, нааба (ок. 1740 — 1783)
- Гаро (Боша) — Малко, тато[англ.] (ок. 1740 — ок. 1760)
- Гвирико[англ.] — Кере Масса Уаттара, царь[англ.] (ок. 1742—1749)
- Дагомея — Тегбесу, ахосу (1740 — 1774)
- Дамагарам — Баба дан Маллам, султан (1746—1757)
- Дарфур — Абул Касим ибн Ахмад Бакр, султан (1739—1756)
- Денкира[англ.] — Амоако Атта Кума, денкирахене[англ.] (1725—1770)
- Джолоф — 
  - Бирайямб, буур-ба[англ.] (1740—1748)
  - Бирава Кеме, буур-ба[англ.] (1748—1750)
- Имерина — Андриамбеломасина, король[англ.] (1730—1770)
- Кайор — 
  - Иса-Тенде, дамель (1719—1748)
  - Иса Биге, дамель (1748—1749, 1758—1759)
- Кано[англ.] — Аль-Хадж Каб, султан[англ.] (1743—1753)
- Каффа — Галли Гаотшо, царь (1742—1775)
- Койя — Наимбанна II, обаи (1720—1793)
- Конг — Секу Уаттара, фама (1710—1750)
- Конго — Гарсия IV, маниконго[англ.] (1743—1752)
- Лунда — Кутеба I Кат Катенг, муата ямво (ок. 1720— ок. 1750)
- Марокко — 
  - Аль-Мостади, султан (1738—1740, 1742—1743, 1747—1748)
  - Абдалла, султан (1729—1734, 1736, 1740—1741, 1741—1742, 1743—1747, 1748—1757)
- Массина — Гидадо, ардо (1706—1761)
- Матамба и Ндонго[англ.] — Ана II, королева[англ.] (1742—1756)
- Мутапа — Дехве Мапунзагуту, мвенемутапа[англ.] (1740—1759)
- Нри[англ.] — Эвенетем, эзе[англ.] (1724—1794)
- Руанда — Юхи IV Гахиндиро, мвами (1746—1802)
- Салум — Ндене Ндиае Биге Ндао, маад (1734—1753)
- Свазиленд (Эватини) — Нгване III, нгвеньяма (король) (1745—1780)
- Сеннар — Бади IV (Абу Шеллук), мек (1724—1762)
- Твифо-Хеман (Акваму)[англ.] — Дарко Яв Паньин, аквамухене (1747—1781)
- Трарза — Амар II ульд Адди, эмир (1727—1757)
- Тунис — Абуль Хасан Али I, бей (1735—1756)
- Харар[англ.] — Юсуф ибн Абубакар, эмир[англ.] (1747—1755)
- Эфиопия — Иясу II (Алем Сагад), император (1730—1755)

## Европа
- Андорра —
  - Людовик XV, король Франции, князь-соправитель (1715—1774)
  - Себастиа де Викториа Эмпаран-и-Лойола, епископ Урхельский, князь-соправитель (1747—1756)
- Валахия — 
  - Константин III Маврокордат, господарь (1730, 1731—1733, 1735—1741, 1744—1748, 1756—1758, 1761—1763)
  - Григорий II Гика, господарь (1733—1735, 1748—1752)
- Великобритания и Ирландия — 
  - Георг II, король (1727—1760)
  - Генри Пелэм, премьер-министр (1743—1754)
- Венгрия — Мария Терезия, королева (1740—1780)
- Дания — Фредерик V, король (1746—1766)
- Испания — Фердинанд VI, король (1746—1759)
- Италия —
  - Венецианская республика — Пьетро Гримани, дож (1741—1752)
  - Генуэзская республика — 
    - Джанфранческо Бриньоле-Сале, дож (1746—1748)
    - Чезаре Каттанео делла Вольта, дож (1748—1750)

  - Масса и Каррара — Мария Тереза, княгиня (1731—1790)
  - Модена и Реджо — Франческо III д’Эсте, герцог (1737—1780)
  - Неаполитанское королевство — Карл VII Бурбон, король (1734—1759)
  - Пармское герцогство — 
    - Мария Терезия, герцогиня (1740—1748)
    - Филипп I Бурбон, герцогиня (1748—1765)

  - Пьомбино — Гаэтано Бонкомпаньи-Людовизи, князь (1745—1777)
  - Сардинское королевство — Карл Эммануил III, король (1730—1773)
  - Сицилия — Карл V Бурбон, король (1734—1759)
  - Тосканское герцогство — Франческо II (Франц I Стефан Лотарингский), великий герцог (1737—1765)
- Калмыцкое ханство — Дондук-Даши, хан (1741—1761)
- Крымское ханство — 
  - Селим II Герай, хан (1743—1748)
  - Арслан Герай, хан (1748—1756, 1767)
- Молдавское княжество — 
  - Григорий II Гика, господарь (1726—1733, 1735—1739, 1739—1741, 1747—1748)
- Константин IV Маврокордат, господарь (1733—1735, 1741—1743, 1748—1749, 1769)
- Монако — Оноре III, князь (1733—1793)
- Нидерланды (Республика Соединённых провинций) —
  - Вильгельм IV Оранский, штатгальтер (1747—1751)
  - Якоб Гиллес[англ.], великий пенсионарий[англ.] (1746—1749)
- Норвегия — Фредерик V, король (1746—1766)
- Папская область — Бенедикт XIV, папа (1740—1758)
- Португалия — Жуан V Великодушный, король (1706—1750)
- Пруссия — Фридрих II Великий, король, курфюрст Бранденбургский (1740—1786)
  - Олесницкое княжество (герцогство Эльс) — Карл Кристиан Эрдман, князь (1744—1792)
- Речь Посполитая — Август III, король Польши и великий князь Литовский (1734—1763)
  -  Курляндия и Семигалия — Совет герцогства (1740—1758)
- Российская империя — Елизавета, императрица (1741—1762)
- Священная Римская империя — Франц I Стефан, император (1745—1765)
  - Австрия — Мария Терезия, эрцгерцогиня (1740—1780)
  - Ангальт —
    - Ангальт-Бернбург — Виктор II Фридрих, князь (1721—1765)
    - Ангальт-Бернбург-Шаумбург-Хойм — Виктор I Амадей Адольф, князь[англ.] (1727—1772)
    - Ангальт-Дессау — Леопольд II, князь (1747—1751)
    - Ангальт-Кётен — Август Людвиг, князь (1728—1755)
    - Ангальт-Цербст — Фридрих Август, князькнязь (1747—1793)

  - Ансбах — Карл Вильгельм Фридрих, маркграф (1723—1757)
  - Бавария — Максимилиан III, курфюрст (1745—1777)
  - Баден —
    - Баден-Баден — Людвиг Георг, маркграф (1707—1761)
    - Баден-Дурлах — Карл Фридрих Баденский, маркграф (1738—1771)

  - Байрет (Кульмбах) — Фридрих III, маркграф (1735—1763)
  - Брауншвейг-Вольфенбюттель — Карл I, герцог (1735—1780)
    - Брауншвейг-Вольфенбюттель-Беверн — 
      - Август Вильгельм, герцог (1746—1781)
      - Фридрих Карл, герцог (1746—1809)

  - Вальдек-Пирмонт — Карл Август, князь (1728—1763)
  - Вюртемберг — Карл Евгений, герцог (1737—1793)
  - Ганноверское курфюршество (Брауншвейг-Люнебург) — Георг Август, курфюрст (1727—1760)
  - Гессен —
    - Гессен-Гомбург — Фридрих IV, ландграф (1746—1751)
    - Гессен-Дармштадт — Людвиг VIII, ландграф (1739—1768)
    - Гессен-Кассель — Фридрих (король Швеции Фредерик I), ландграф (1730—1751)
    - Гессен-Ротенбург — Эрнст Леопольд, ландграф (1725—1749)
    - Гессен-Филипсталь — Карл I, ландграф (1721—1770)
      - Гессен-Филипсталь-Бархфельд — Вильгельм, ландграф (1721—1761)

  - Гогенцоллерн-Гехинген — Фридрих Людвиг, князь (1730—1750)
  - Гогенцоллерн-Зигмаринген — Иосиф, князь (1715—1769)
  - Гогенцоллерн-Хайгерлох — Фердинанд Антон Леопольд, граф (1702—1750)
  - Гольштейн-Готторп — Карл Петер Ульрих, герцог (1739—1762)
  - Кёльнское курфюршество — Клеменс Август Баварский, курфюрст (1723—1761)
  - Лихтенштейн — 
    - Иоганн Непомук, князь (1732—1748)
    - Йозеф Венцель I, князь (1712—1718, 1748—1772)

  - Лотарингия — Станислав Лещинский, герцог (1737—1766)
  - Майнцское курфюршество — Иоганн Фридрих Карл фон Остейн, курфюрст (1743—1763)
  - Мекленбург —
    - Мекленбург-Стрелиц — Адольф Фридрих III, герцог (1708—1752)
    - Мекленбург-Шверин — Кристиан Людвиг II, герцог (1747—1756)

  - Нассау —
    - Нассау-Вейльбург — Карл Август, князь (1719—1753)
    - Нассау-Саарбрюккен — Вильгельм Генрих, граф (1735—1768)
    - Нассау-Узинген — Карл, князь (1718—1775)
    - Оранж-Нассау[англ.] — Вильгельм IV Оранский, князь[англ.] (1711—1751)

  - Пфальц — Карл IV Теодор, курфюрст (1742—1799)
    - Пфальц-Биркенфельд-Гельнхаузен[англ.] — Иоганн, пфальцграф[англ.] (1739—1780)
    - Пфальц-Цвейбрюккен — Кристиан IV, пфальцграф (1735—1775)

  - Саксония — Фридрих Август II, курфюрст (1733—1763)
    - Саксен-Веймар — 
      - Эрнст Август I, герцог (1707—1748)
      - Эрнст Август II, герцог (1748—1758)

    - Саксен-Гильдбурггаузен — Эрнст Фридрих III, герцог (1745—1780)
    - Саксен-Гота-Альтенбург — Фридрих III, герцог (1732—1772)
    - Саксен-Кобург-Заальфельд — Франц Иосия, герцог (1745—1764)
    - Саксен-Мейнинген — Антон Ульрих, герцог (1706—1763)
    - Саксен-Эйзенах — 
      - Эрнст Август I, герцог (1741—1748)
      - Эрнст Август II, герцог (1748—1758)

  - Трирское курфюршество — Франц Георг фон Шёнборн, курфюрст (1729—1756)
  - Чехия — Мария Терезия, королева (1740—1741, 1743—1780)
  - Шаумбург-Липпе — 
    - Альбрехт Вольфганг, граф (1728—1748)
    - Вильгельм, граф (1748—1777)

  - Шварцбург-Зондерсгаузен — Генрих XXXV, князь (1740—1758)
  - Шварцбург-Рудольштадт — Иоганн Фридрих, князь (1744—1767)
- Франция — Людовик XV, король (1715—1774)
- Швеция — Фредрик I, король (1720—1751)

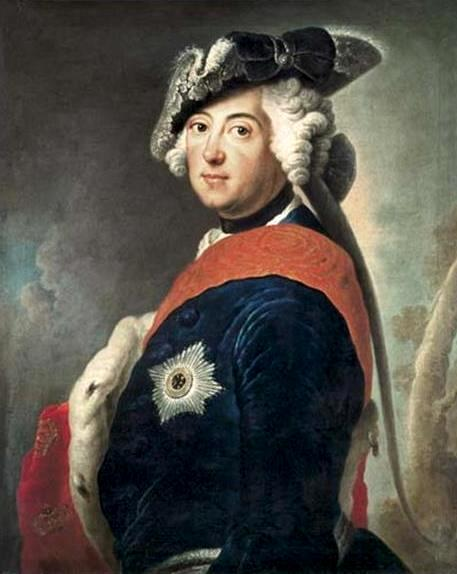
Фридрих II Великий 1740-1786 Король Пруссии и курфюрст Бранденбургский
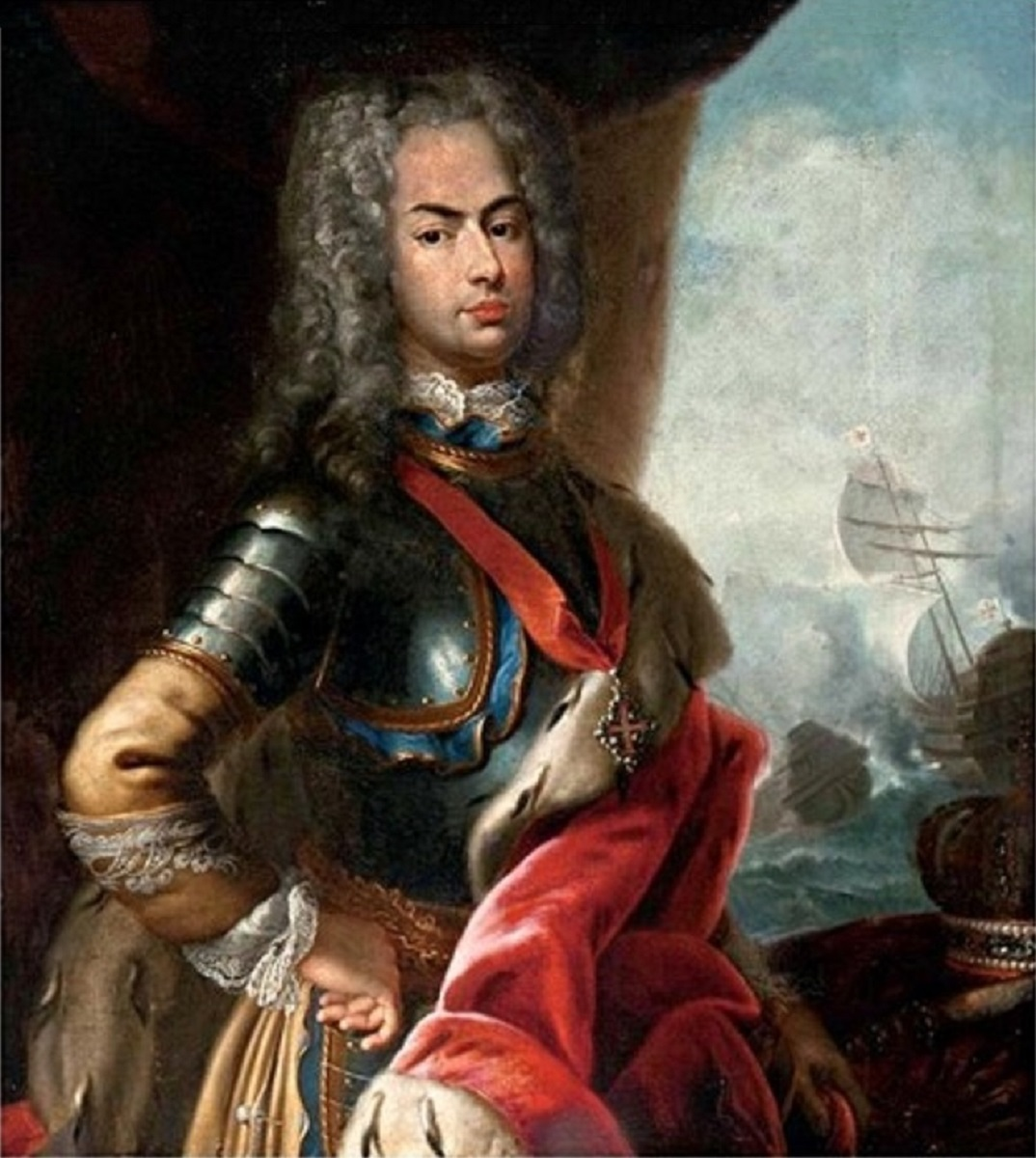
Жуан V Великодушный 1706-1750 Король Португалии
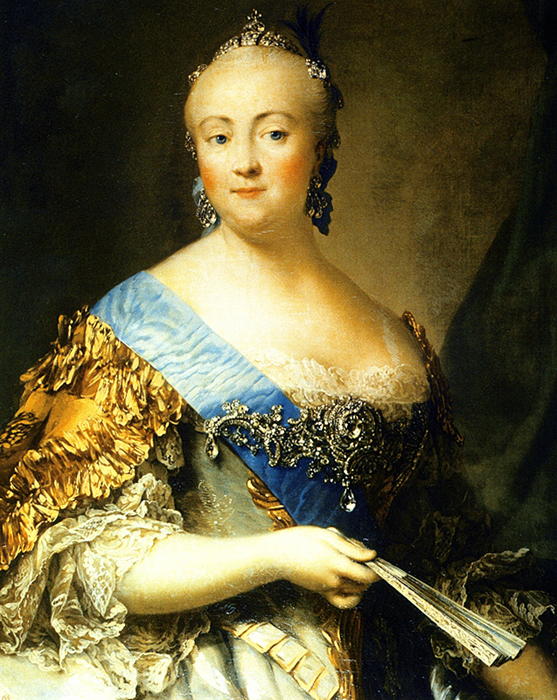
Елизавета 1741-1762 Императрица Всероссийская
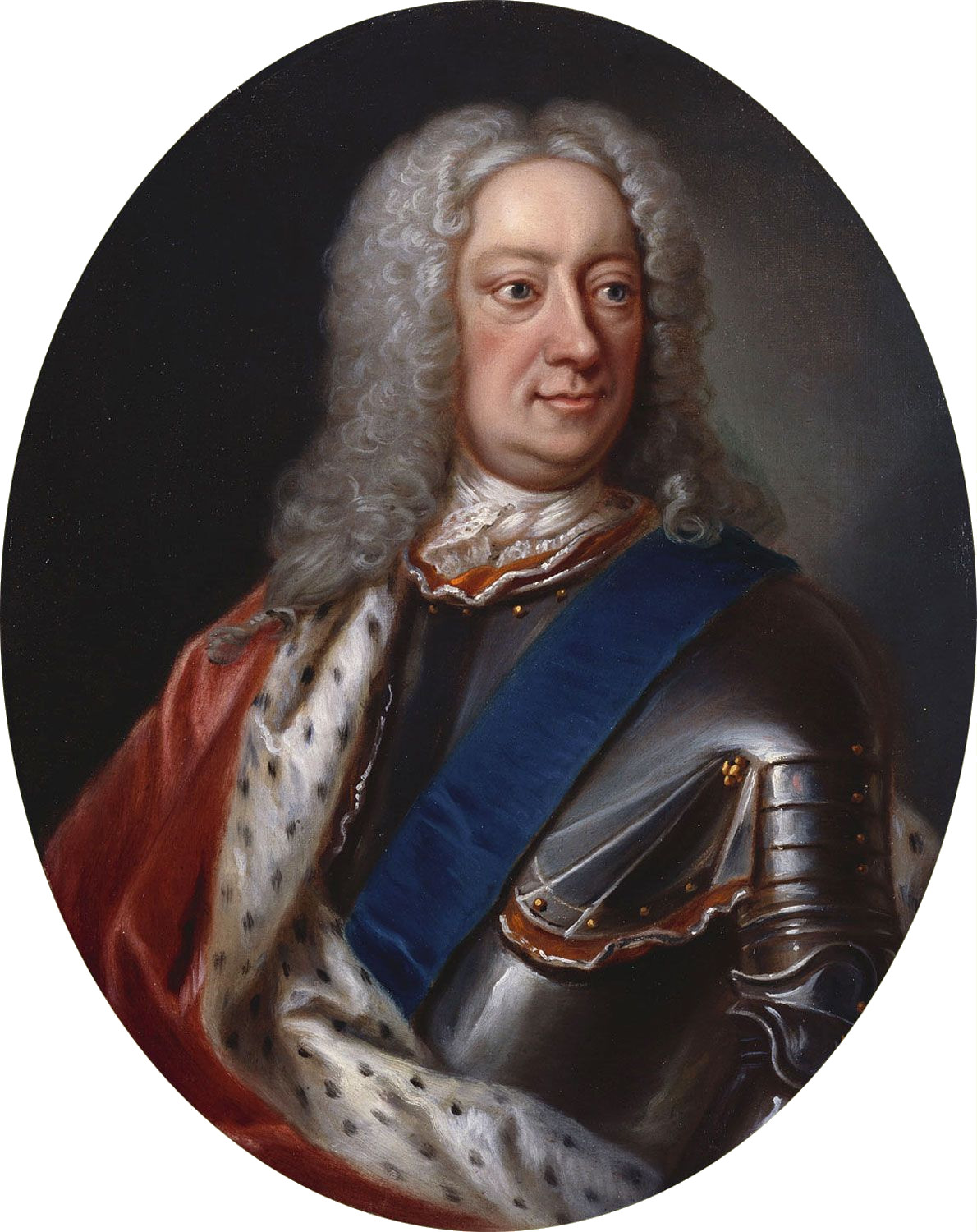
Георг II 1727-1760 Король Великобритании  и курфюрст Ганноверский
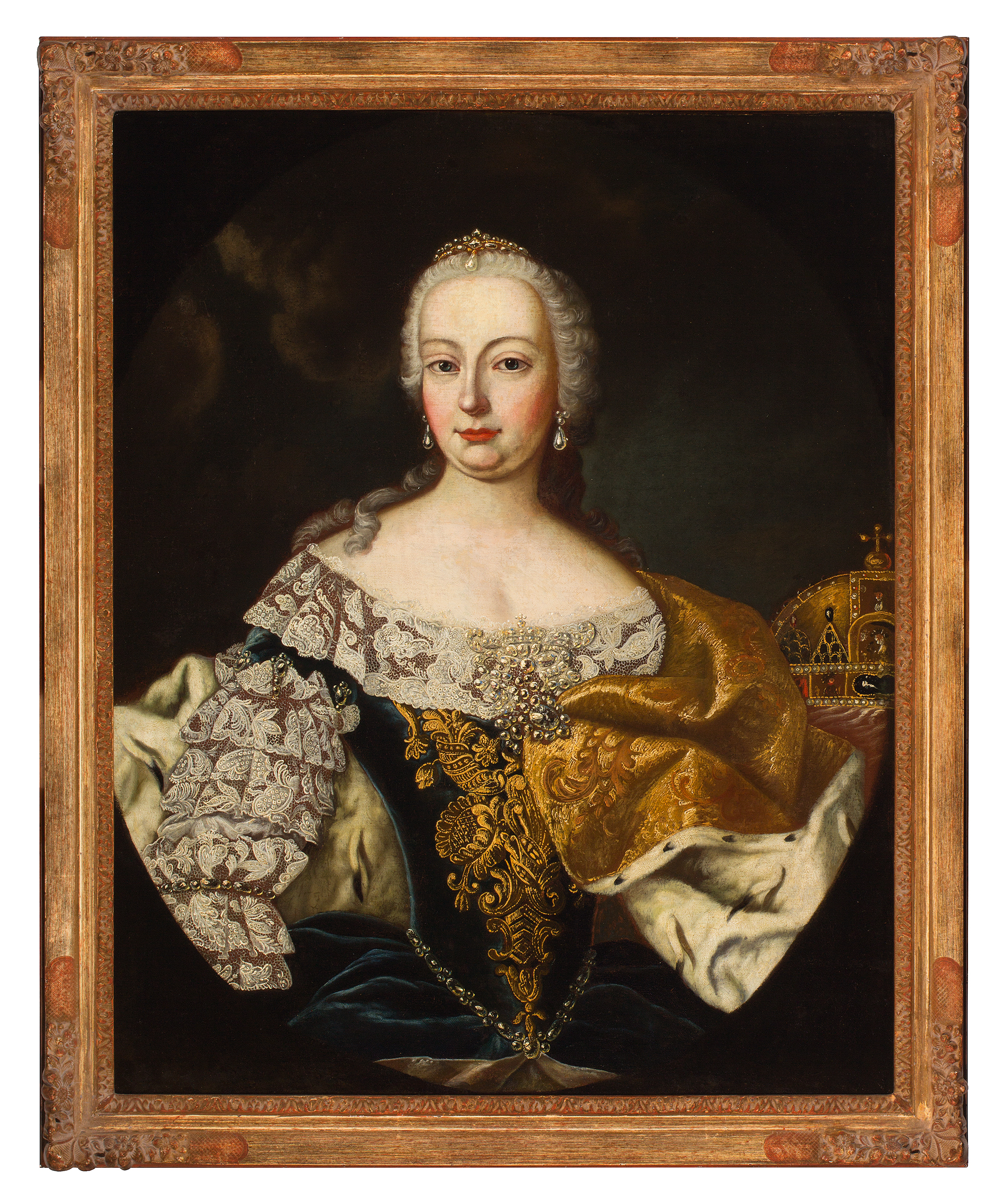
Мария Терезия 1740-1780 Королева Венгрии и Чехии, эрцгерцогиня Австрии
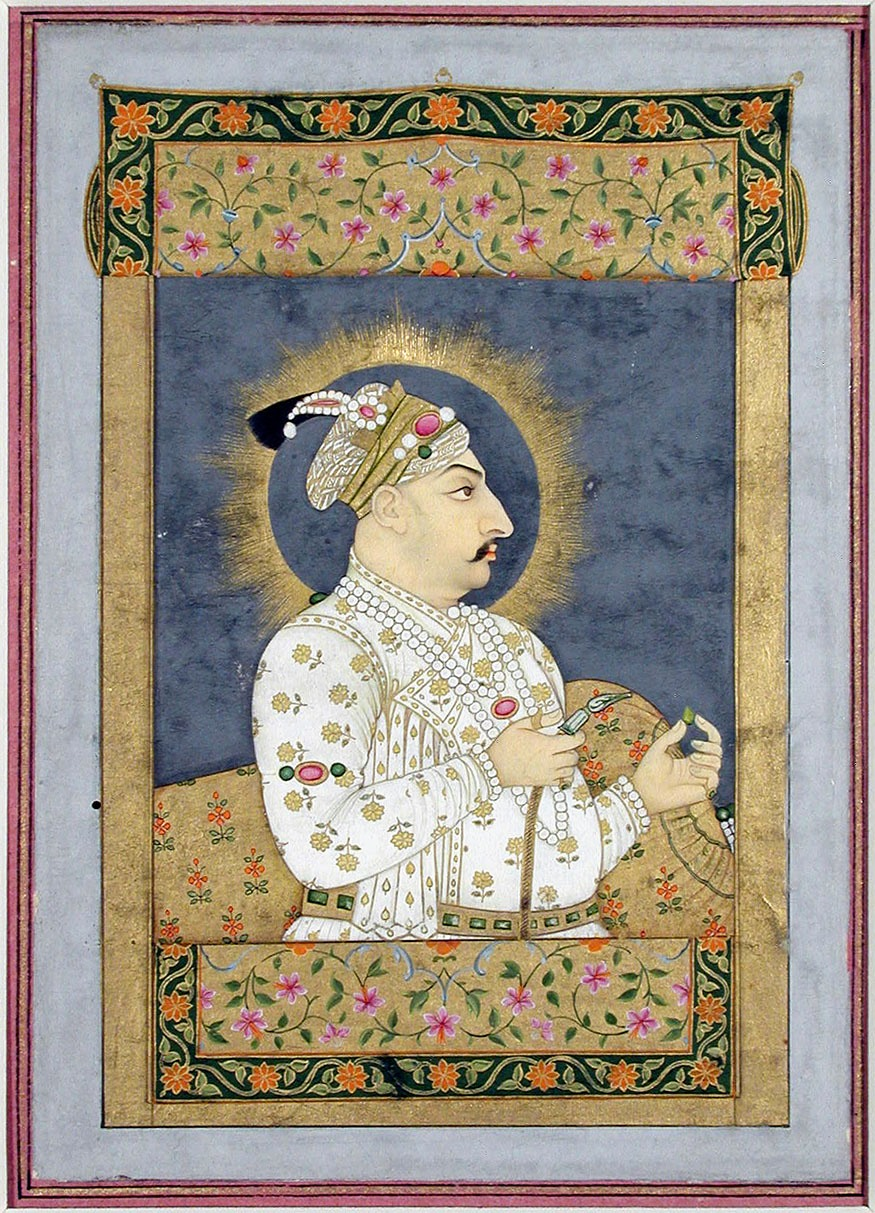
Мухаммад Шах 1719-1748 Падишах империи Великих Моголов
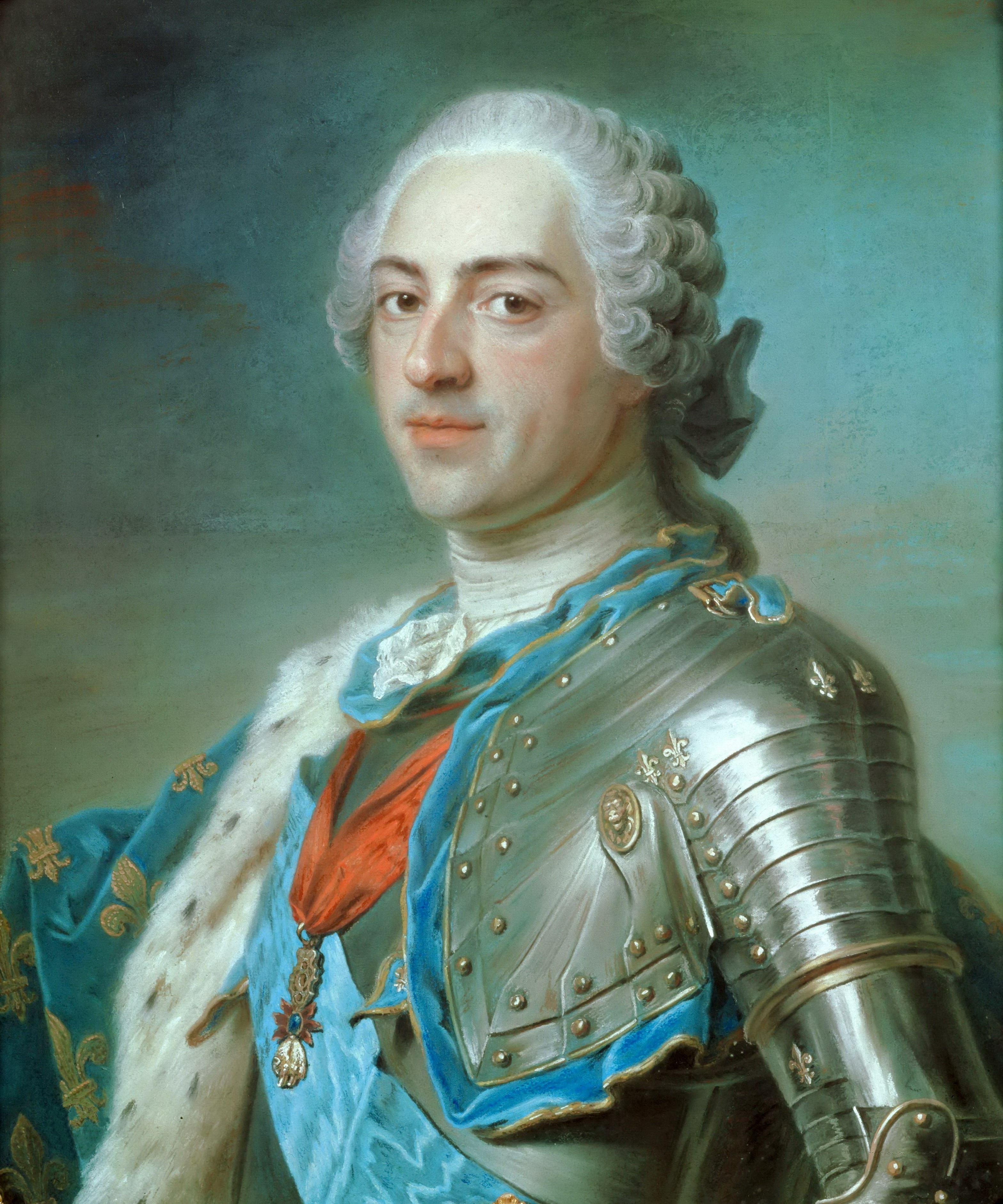
Людовик XV 1715-1774 Король Франции и Наварры
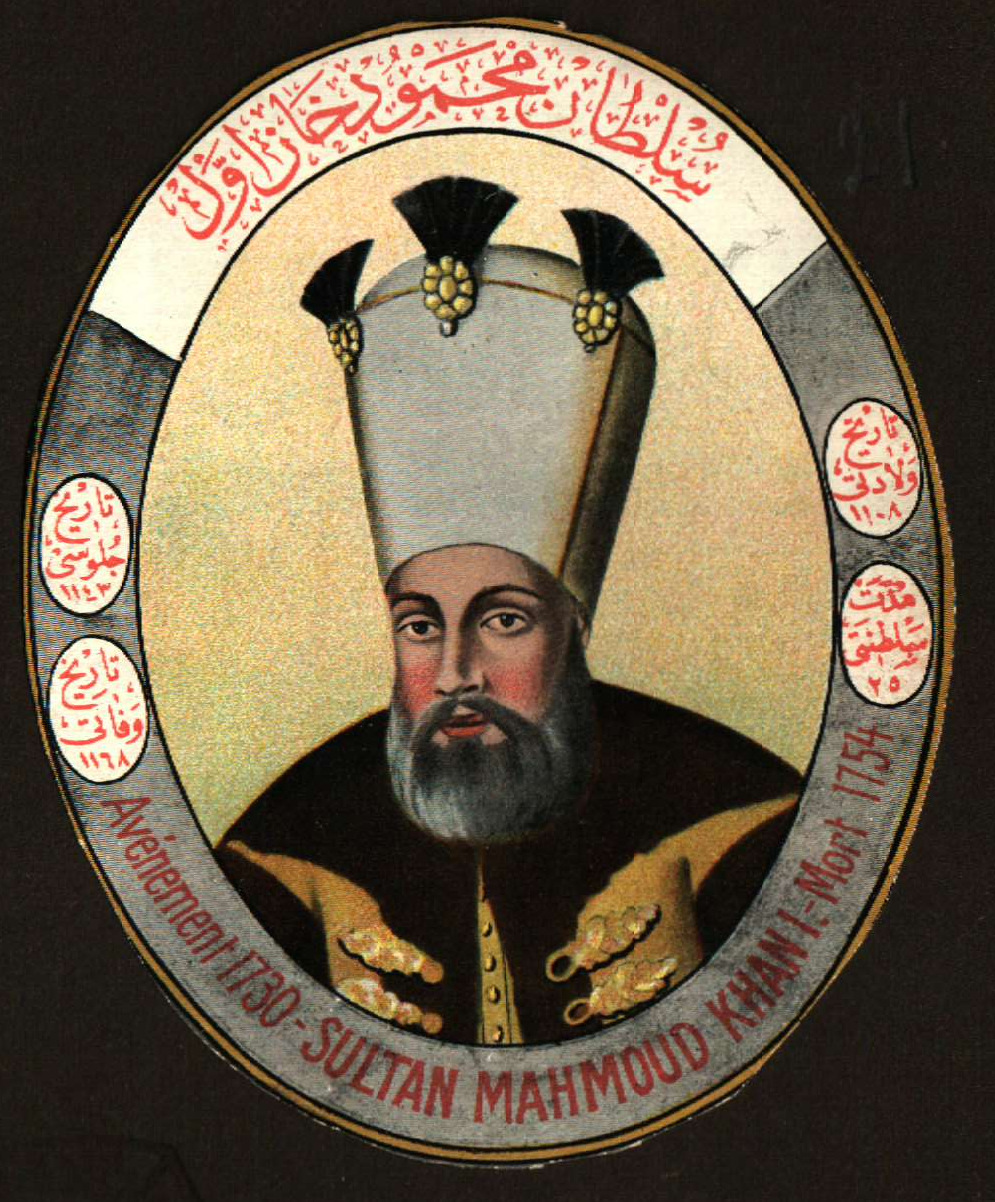
Махмуд I 1730-1754 Османский султан
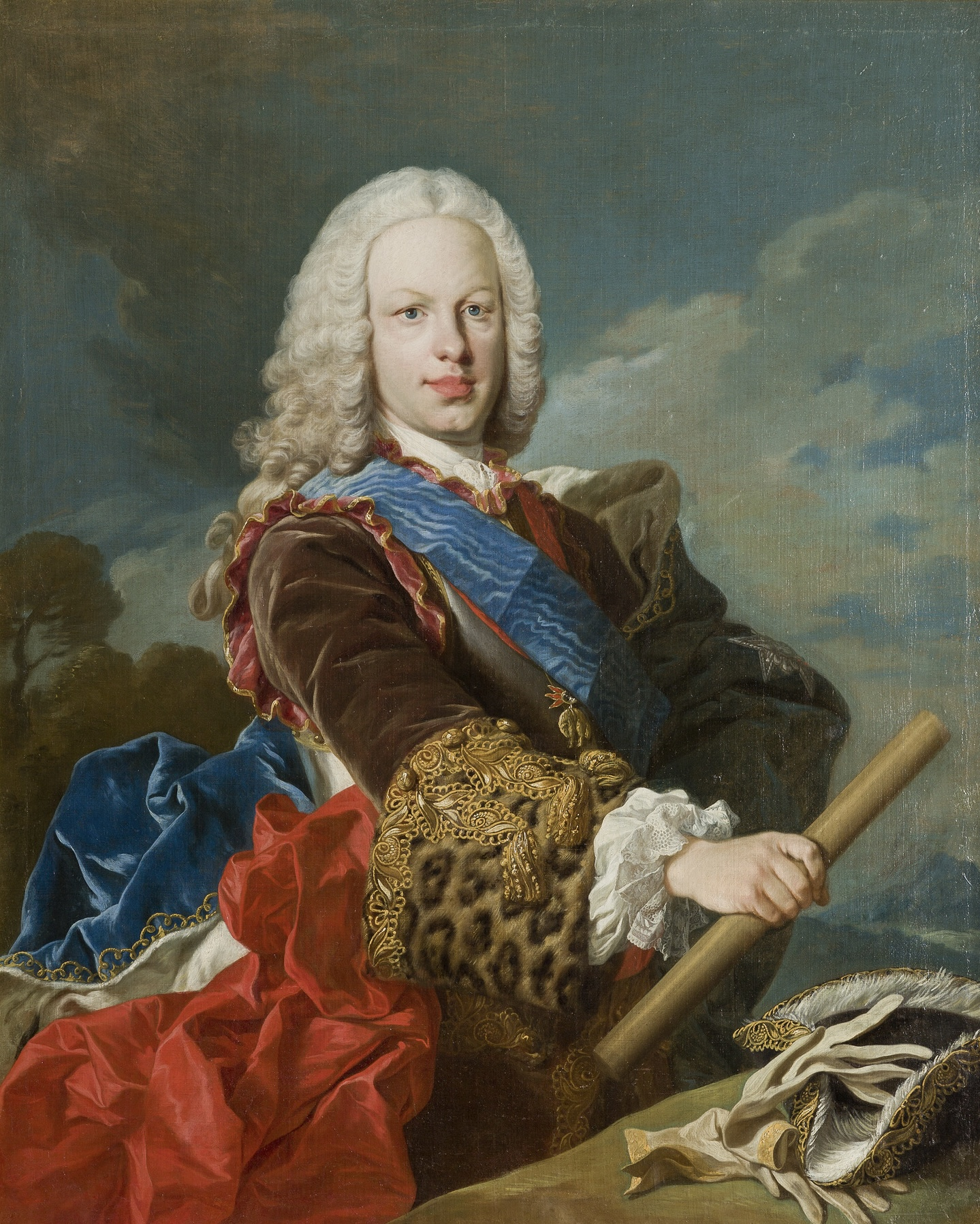
Фердинанд VI 1746-1759 Король Испании
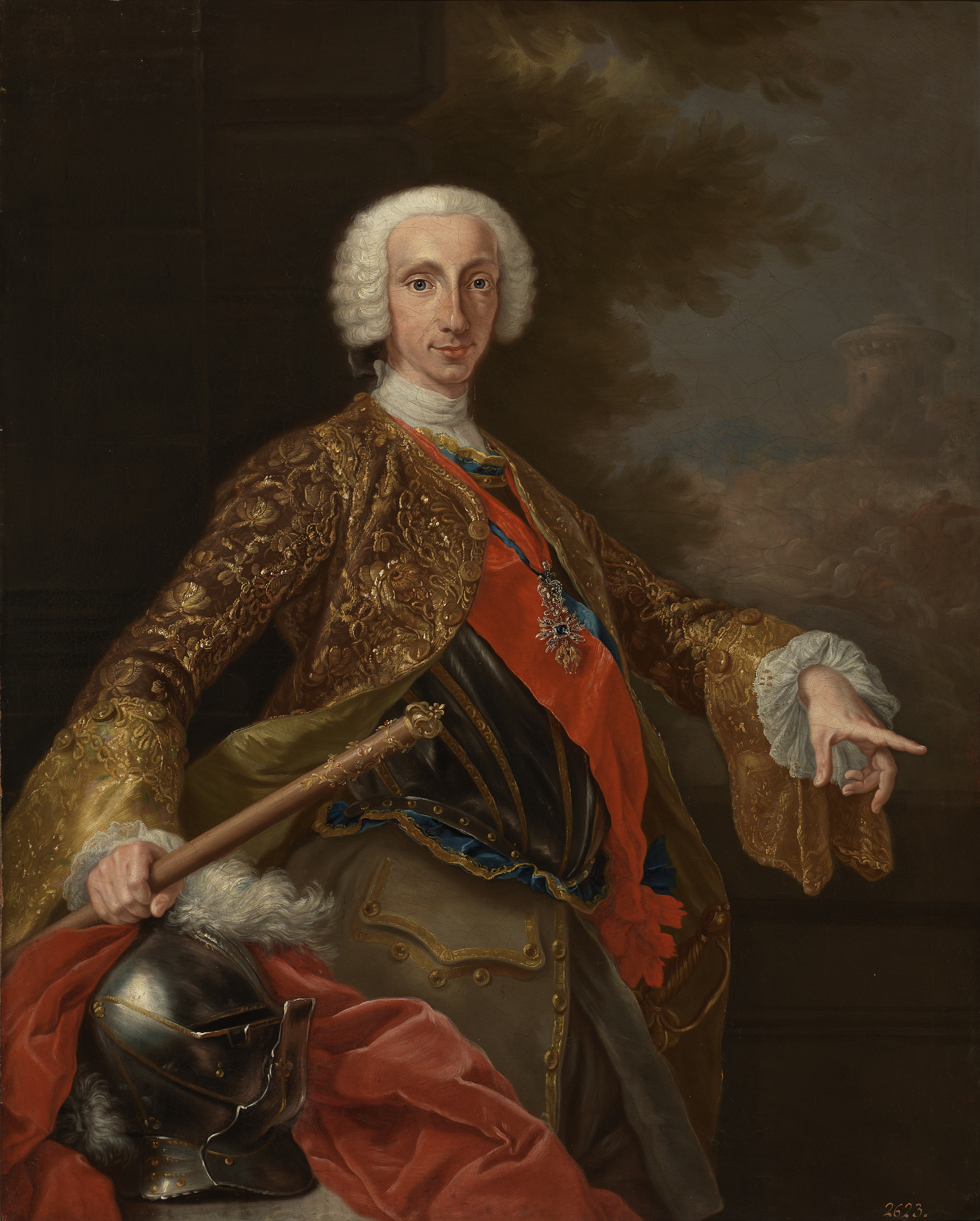
Карл VII (V) Бурбон 1734-1759 Король Неаполя и Сицилии
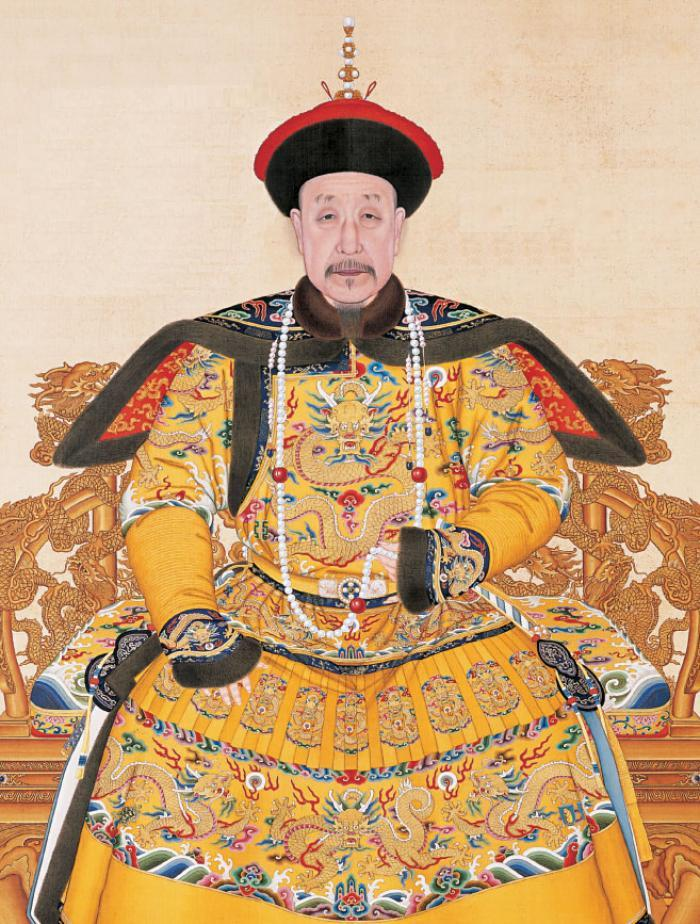
Хунли (Цяньлун) 1735-1796 Император Китая (Цин)
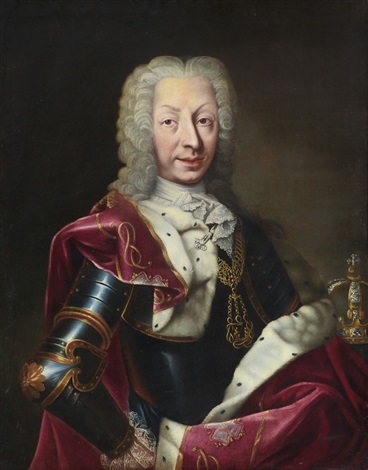
Карл Эммануил III 1730-1773 Король Сардинии
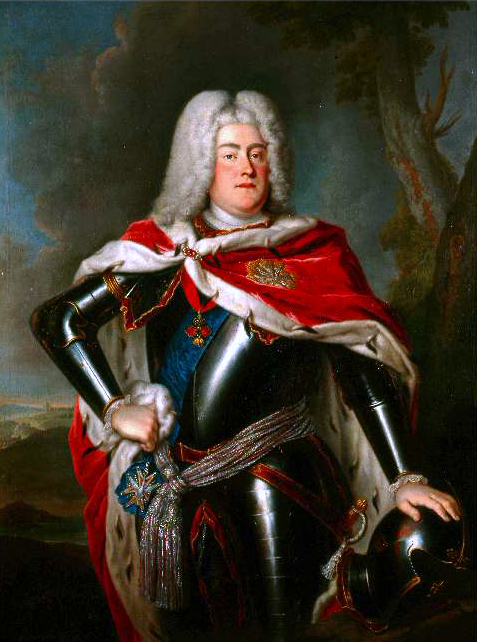
Август III 1734-1763 Король Польши, великий князь Литовский, курфюрст Саксонии
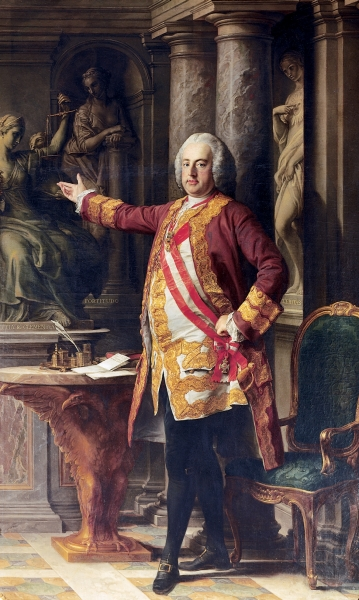
Франц I Стефан 1745-1765 Император Священной Римской империи, великий герцог Тосканский
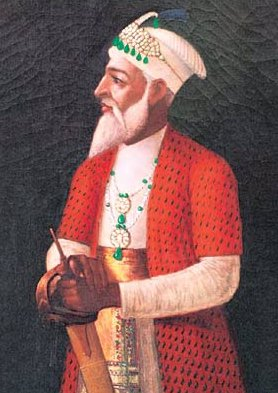
Асаф Джах I 1724-1748 Низам Хайдарабада
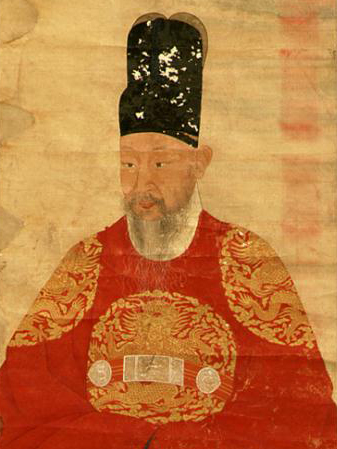
Ёнджо 1724-1776 Ван Чосона
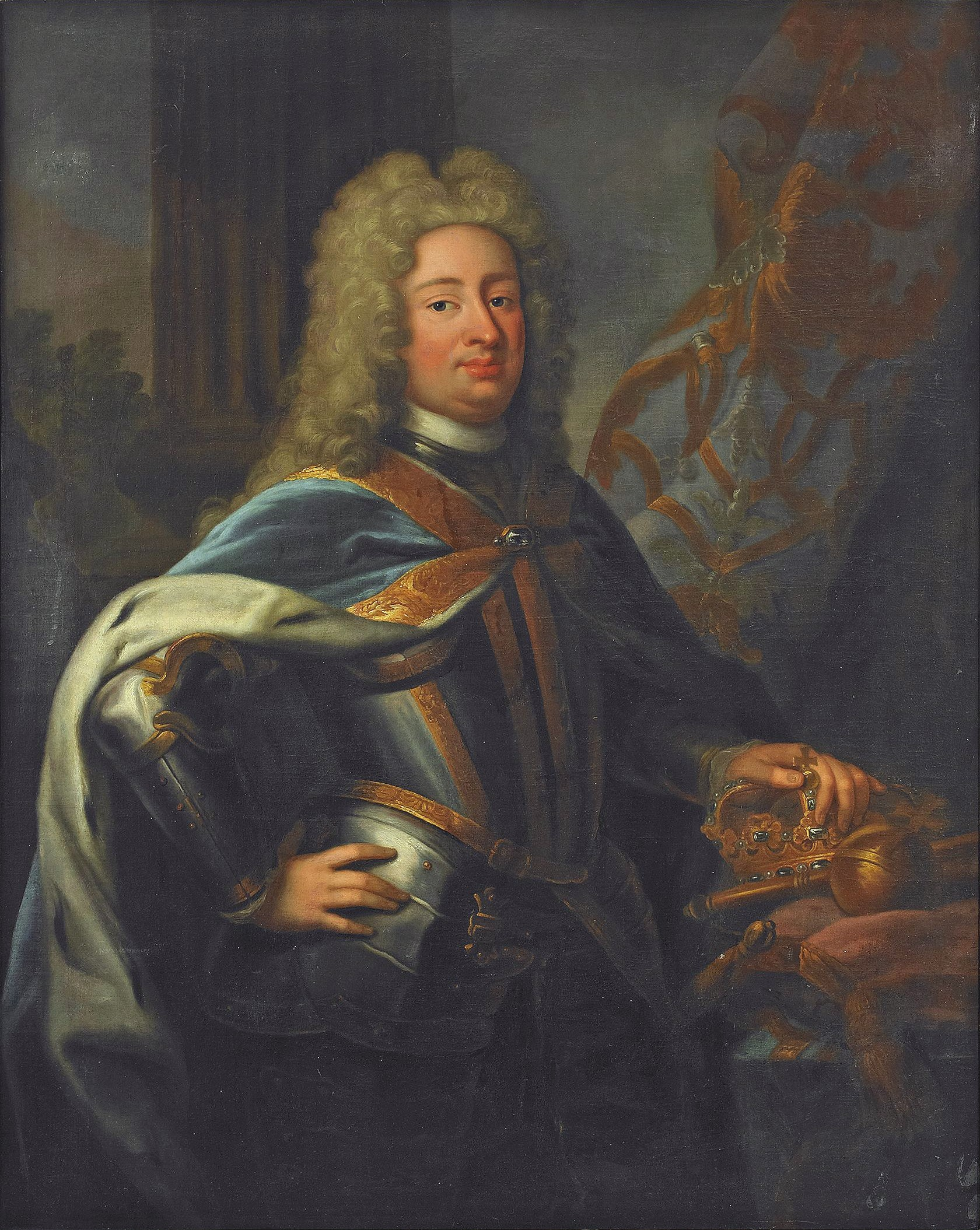
Фредерик I 1720-1751 Король Швеции
Фредерик V 1746-1766 Король Дании и Норвегии
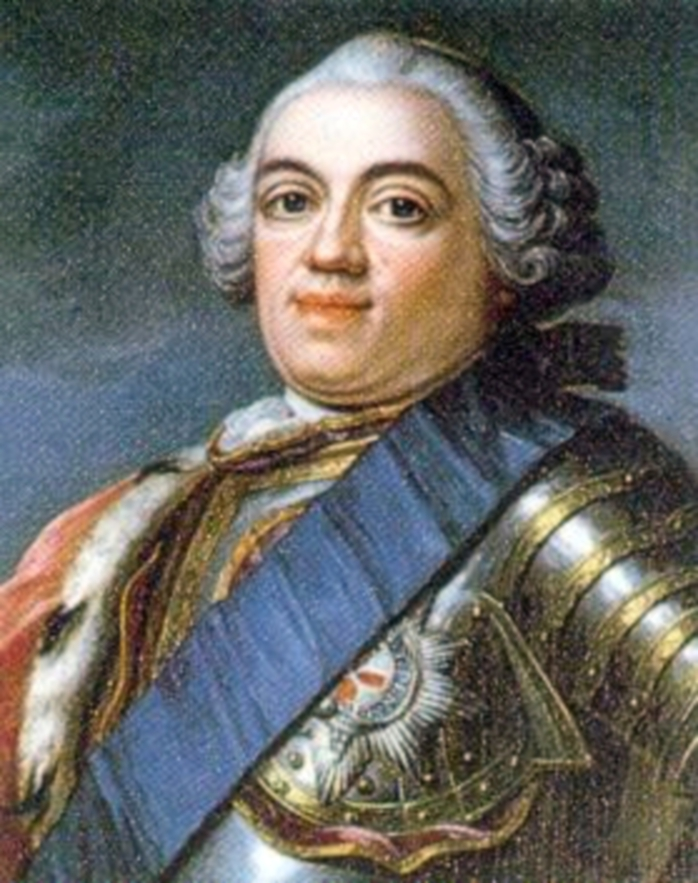
Вильгельм IV Оранский 1747-1751 Штатгальтер Нидерландов
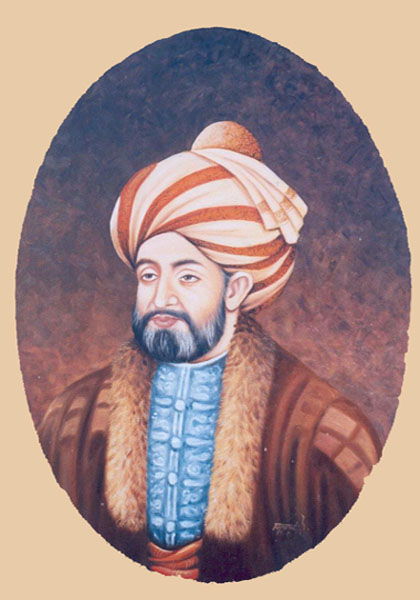
Ахмад-шах Дуррани 1747-1772 Шах Дурранийской империи
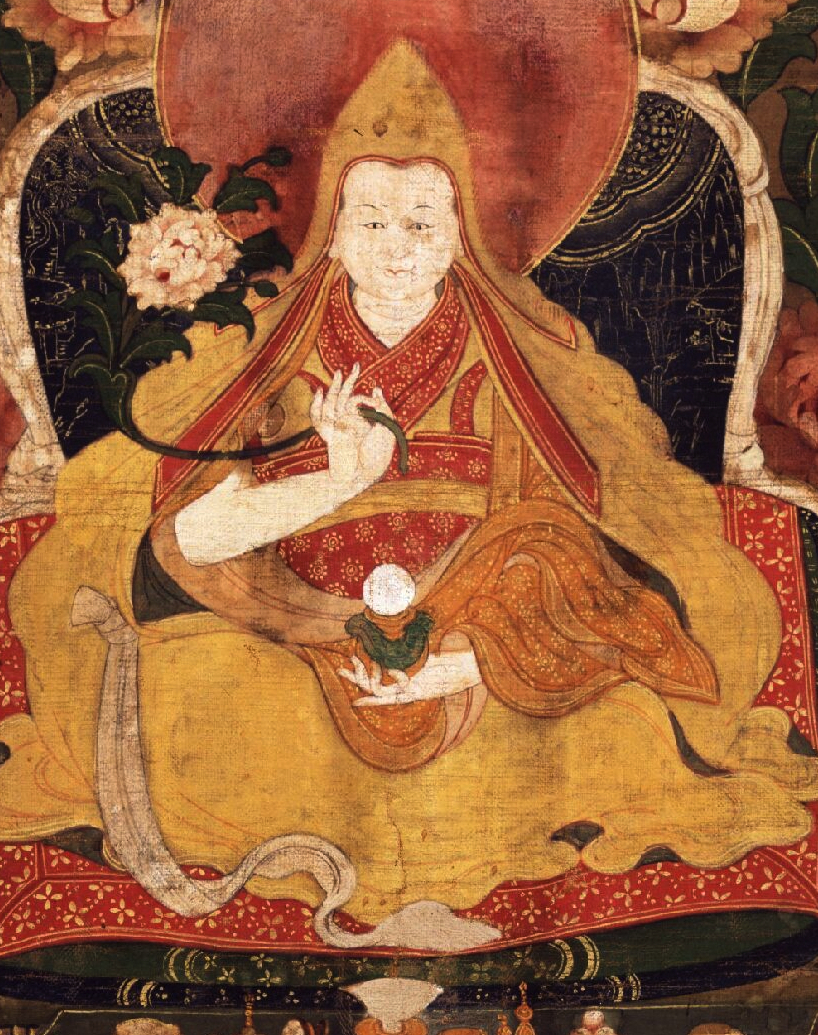
Далай-лама VII 1720-1757 Правитель Тибета
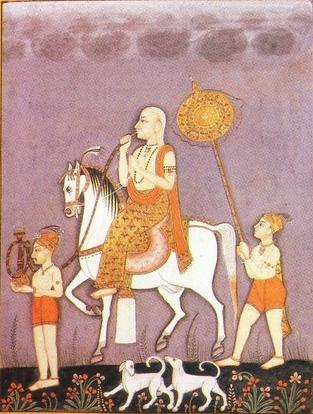
Шахуджи I 1707-1749 Чхатрапати маратхов
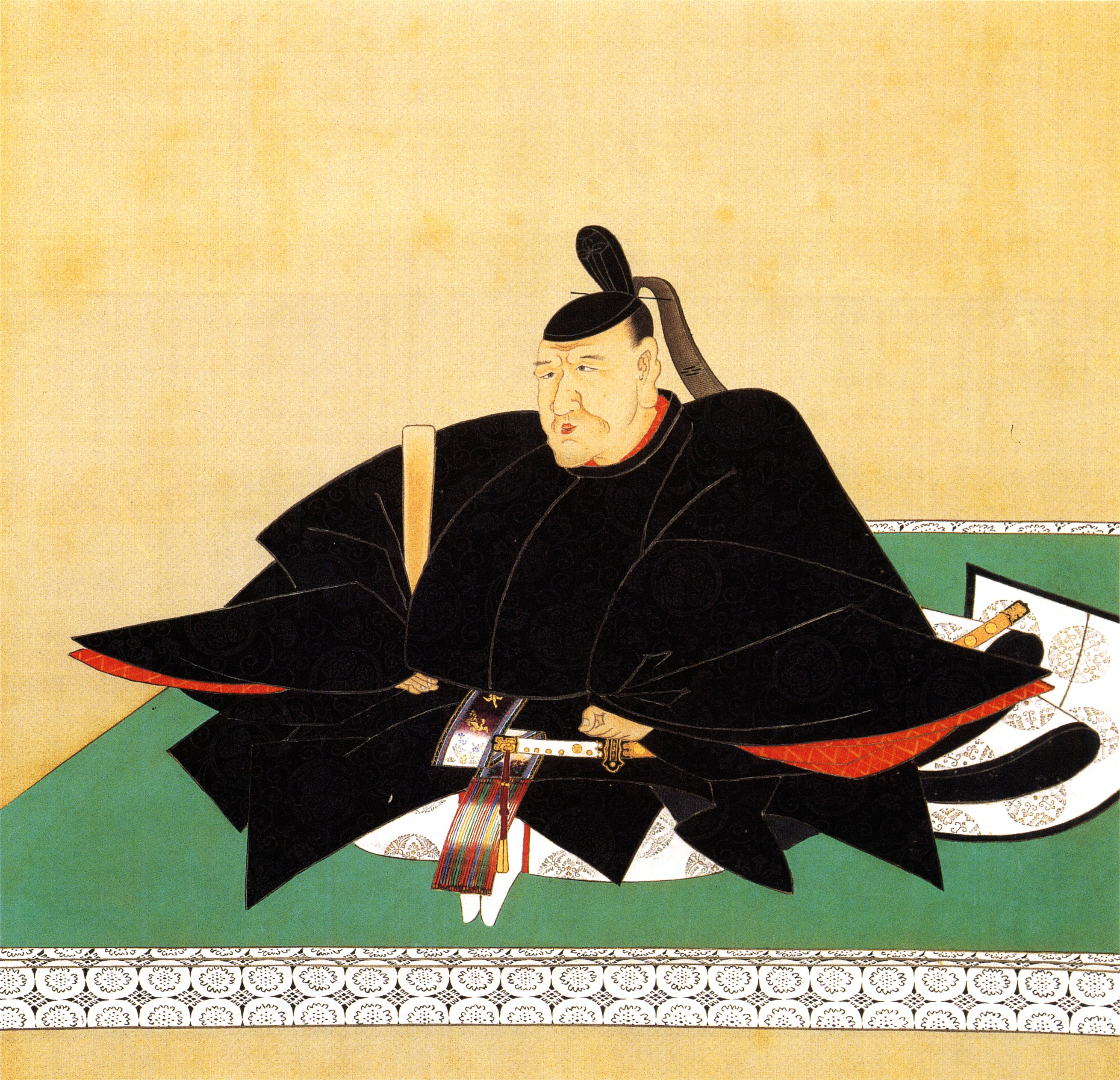
Токугава Иэсигэ 1745-1760 Сёгун Японии
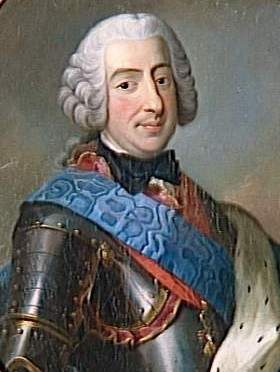
Франческо III д’Эсте 1737-1780 Герцог Модены и Реджо
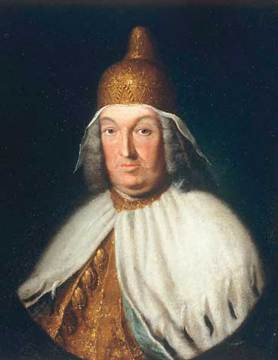
Пьетро Гримани 1741-1752 Дож Венеции
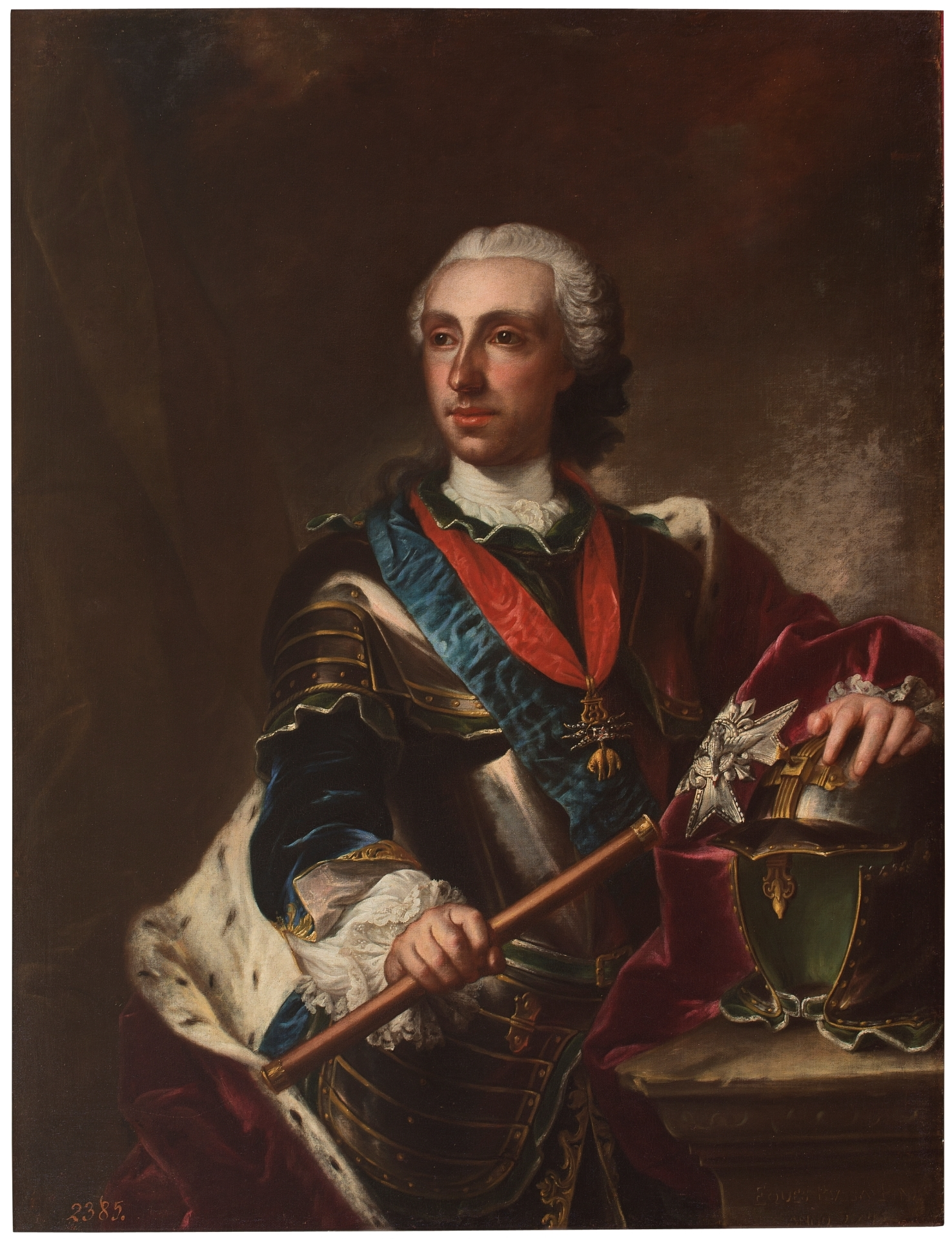
Филипп I 1748-1765 Герцог Пармский
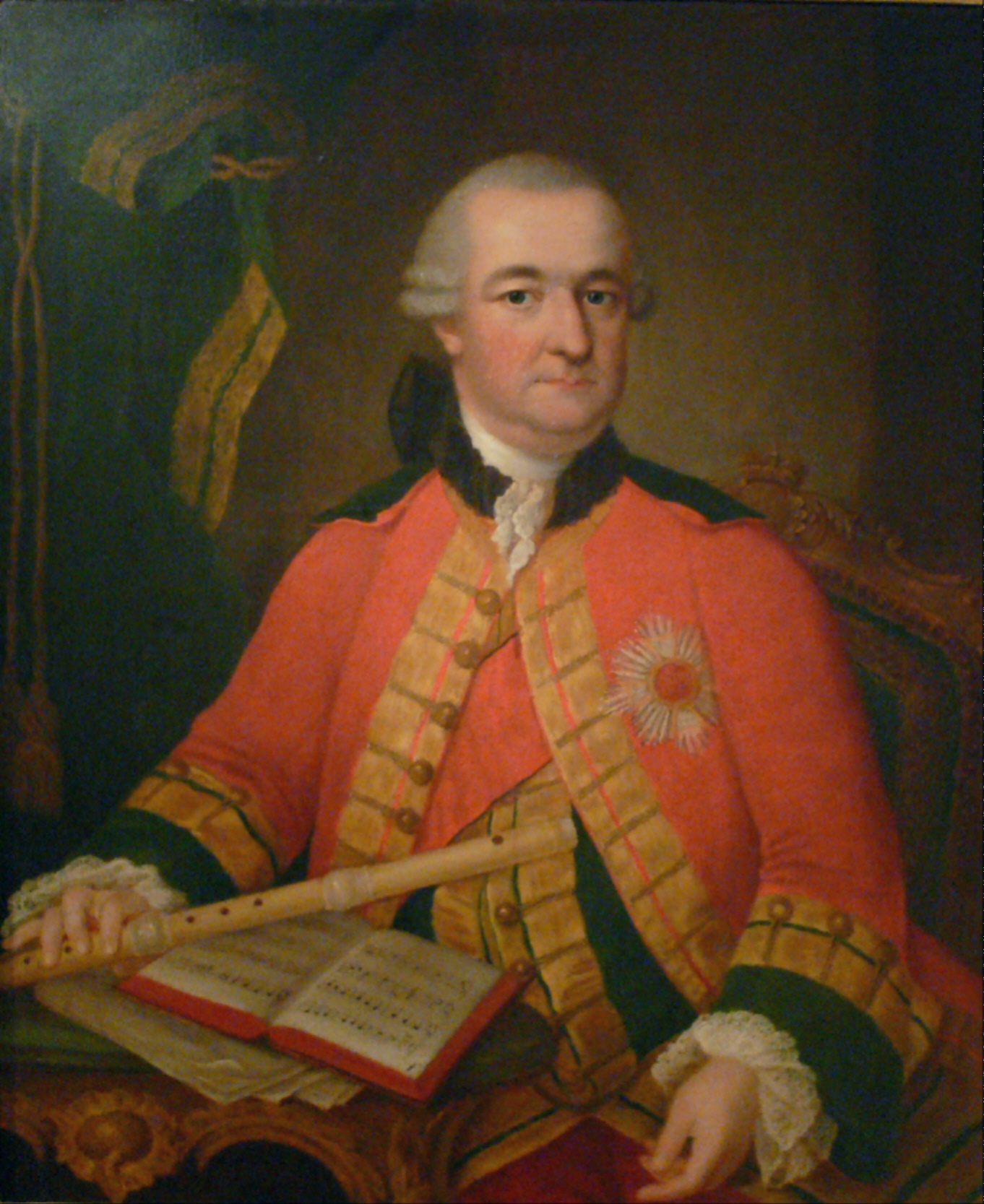
Карл IV Теодор 1742-1799 Курфюрст Пфальца
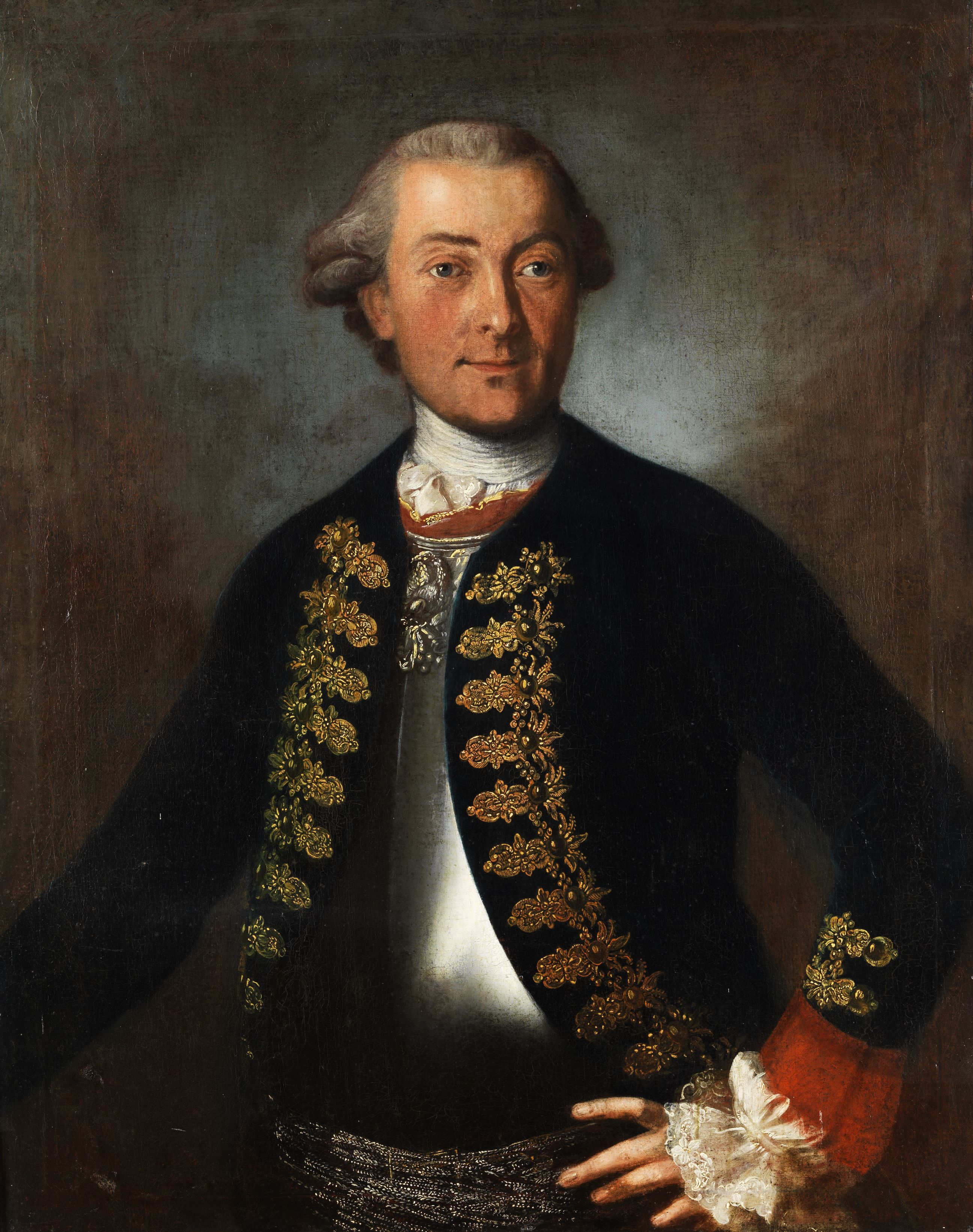
Максимилиан III 1745-1777 Курфюрст Баварии
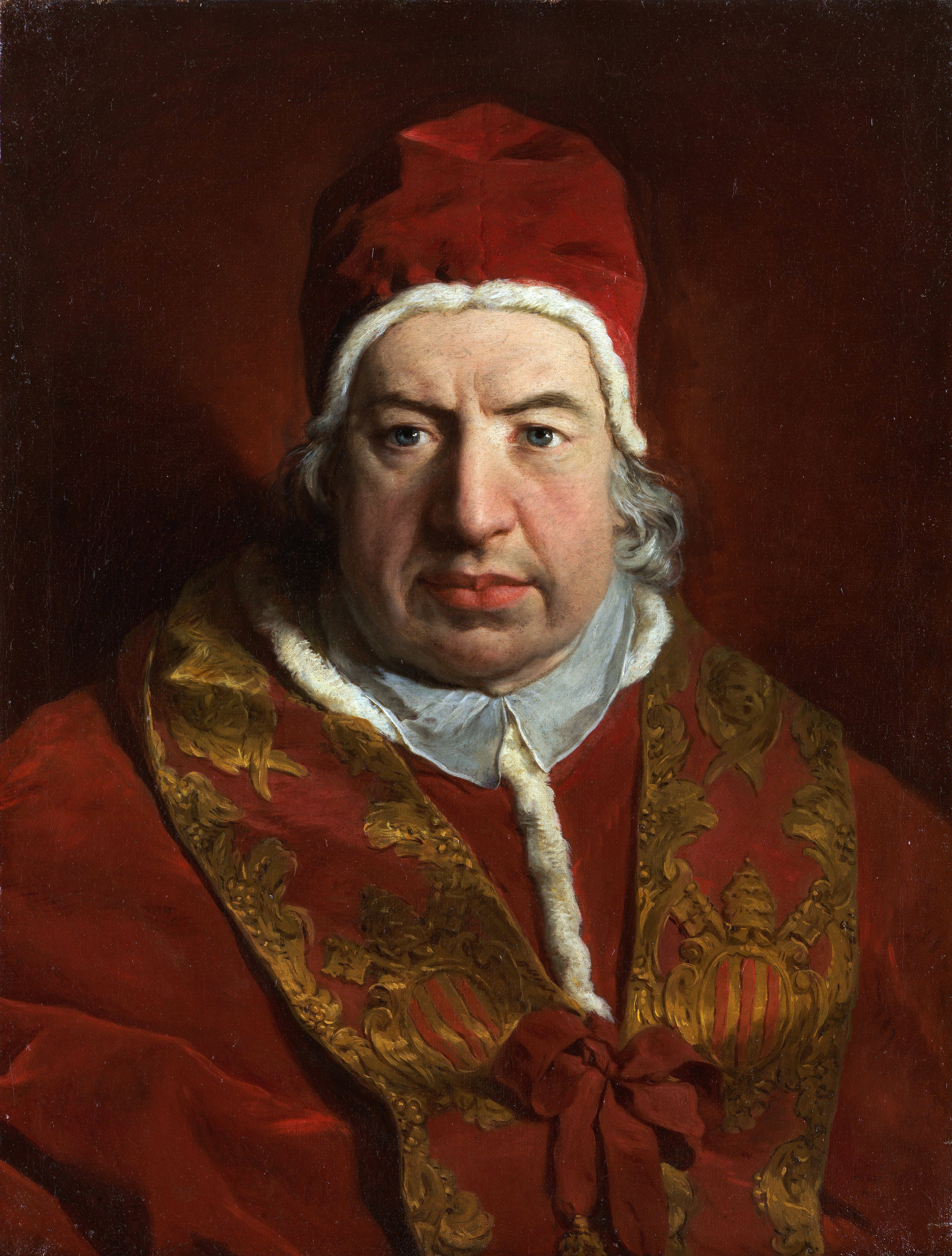
Бенедикт XIV 1740-1758 Папа Римский